# SN 2006cb
SN 2006cb – supernowa typu Ib odkryta 5 maja 2006 roku w galaktyce NGC 5541. W momencie odkrycia miała maksymalną jasność 17,50m.